# Lebăda neagră (film din 1942)
Lebăda neagră (în engleză The Black Swan) este un film de capă și spadă regizat de Henry King după un scenariu de Seton I. Miller bazat pe un roman de Rafael Sabatini. În rolurile principale au interpretat actorii Tyrone Power și Maureen O'Hara.
A fost produs de 20th Century Studios și a avut premiera la 4 decembrie 1942, fiind distribuit de  20th Century Fox. Coloana sonoră a fost compusă de Alfred Newman. Cheltuielile de producție s-au ridicat la 1,4 milioane de dolari americani și a avut încasări de 5,72 milioane de dolari americani.

## Rezumat
Regele Angliei decretează amnistie pentru toți pirații din regat dacă sunt de acord să renunțe la infracțiuni. Cu respectabilitatea sa recâștigată, piratul Morgan devine guvernator în Jamaica. Prietenul său Jamie Waring, considerând această schimbare ca o trădare, s-a alăturat echipajului căpitanului Leech care nu vrea să renunțe la viața sa de pirat. Waring se îndrăgostește apoi de Margaret Denby, fiica fostului guvernator și decide să-și schimbe viața. Prin urmare, se opune fostului său aliat.

## Distribuție
Au interpretat actorii:

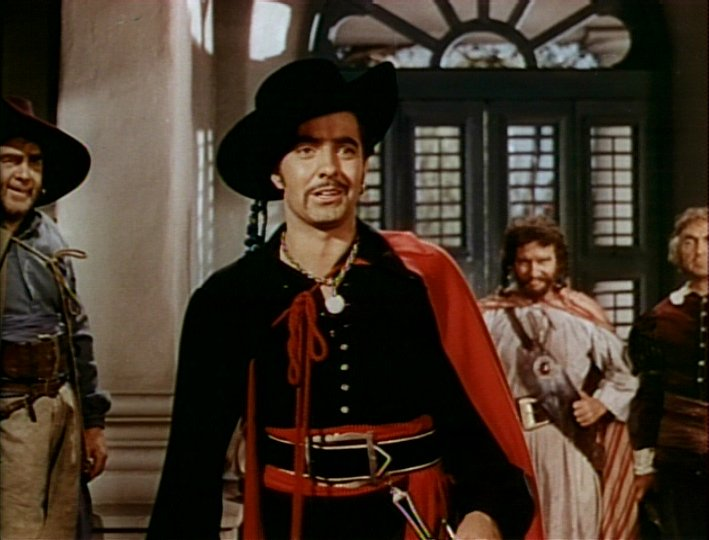
Tyrone Power ca Jamie Waring
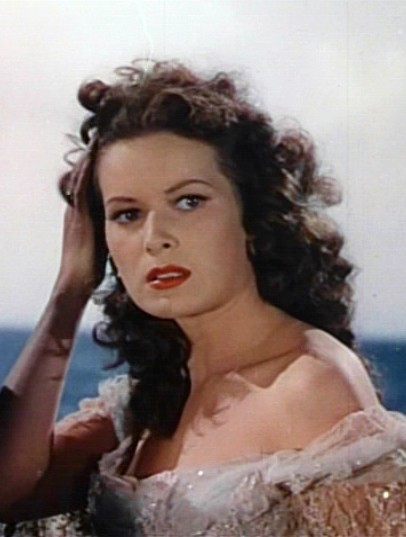
Maureen O'Hara ca Lady Margaret Denby
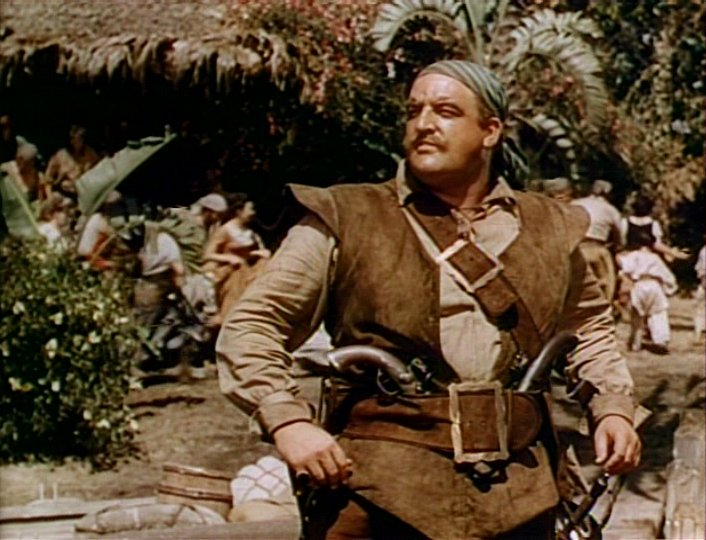
Laird Cregar ca Sir Henry Morgan
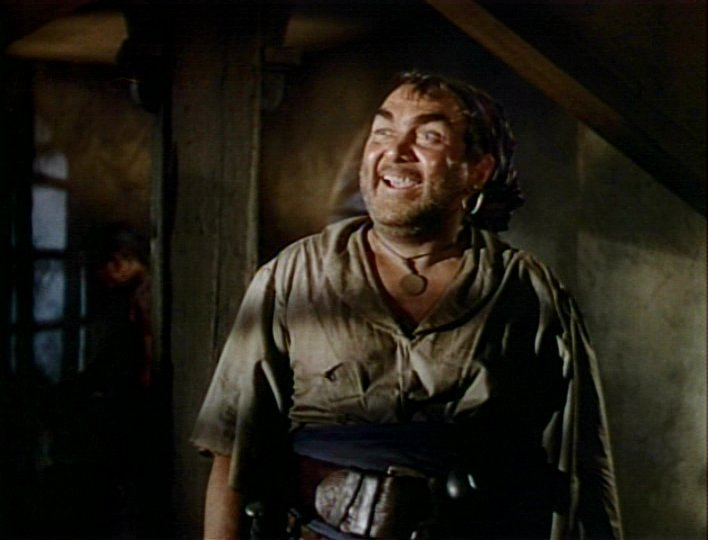
Thomas Mitchell ca Tom Blue
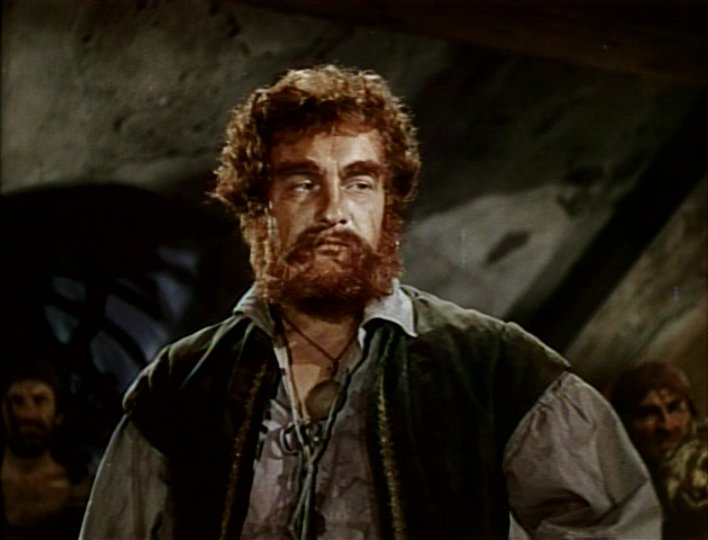
George Sanders -  Captain Billy Leech
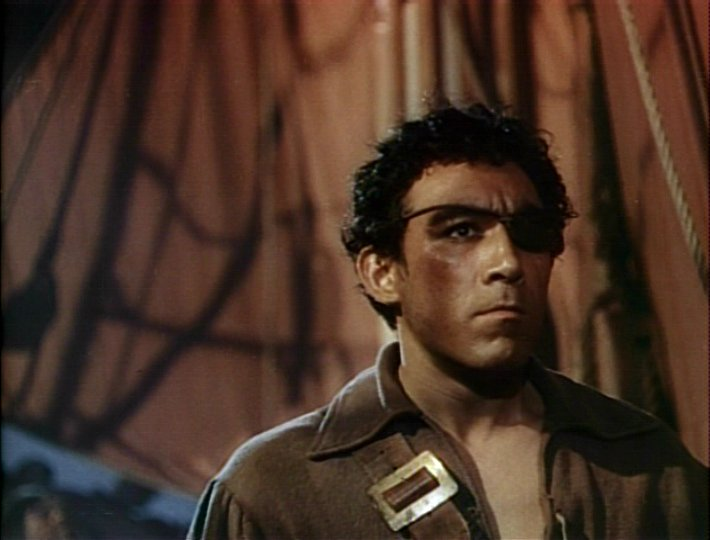
Anthony Quinn ca Wogan

- George Zucco ca Lord Denby

## Producție și primire
A primit Premiul Oscar pentru cea mai bună imagine (color) - Leon Shamroy. A fost nominalizat la Premiul Oscar pentru cea mai bună muzică de film originală într-o comedie sau dramă - Alfred Newman și la Premiul Oscar pentru cele mai bune efecte vizuale - Fred Sersen, Roger Heman Sr., George Leverett.